# Podagricomela grossa
Podagricomela grossa es una especie de insecto coleóptero de la familia Chrysomelidae. Fue descrita en 2002 por Medvedev.